# Шлях домогосподаря
«Шлях домогосподаря» (яп. 極主夫道, Gokushufudō) — манґа, що написана та ілюстрована Косуке Ооно. Опублікована в онлайн журналі манґи Kurage Bunch у 2018, «Шлях домогосподаря» розповідає про колишнього боса якудзи, який звільняється, щоб стати домогосподарем. Серія була адаптована Nippon TV в лайв-екшн драму в 2020. ONA-серіал від Netflix, що спродюсований J.C.Staff вийшов у квітні 2021 року. Друга частина аніме вийшла у січні 2023 року.

## Сюжет
Тацу — відомий бос якудзи з псевдонімом «безсмертний дракон», стає домогосподарем, щоб підтримати Міку — його жінку. Епізодичний серіал зображує різноманітні комедійні сценарії, зазвичай у них банальна домашня робота Тацу порівнюється з його залякуючою особистістю і виглядом, і його частими сварками з соратниками і суперниками якудзи.

## Персонажі
Тацу (яп. 龍)
Колишній бос якудзи, який застосовує навички, якими він оволодів коли був злочинцем, до домашніх справ.
Міку (яп. 美久)
Дизайнерка, що сфокусована на кар'єрі і дружина Тацу. Вона таємно є отаку. У телевізійній драмі у Міку є дочка на ім'я Хімаварі (ひ ま わ り).

## Медіа

### Манґа
«Шлях домогосподаря», написана та ілюстрована Косуке Ооно, спочатку публікувалася в інтернет-журналі манґи Kurage Bunch видавництва Шінчьошя як обмежена серія з п'яти глав з 23 лютого до 23 березня 2018 року, але стала достатньо популярною для серіалізації, як триваючої серії, починаючи з 18 травня того ж року.
Видавництво Shinchosha видало манґу у вигляді п'ятнадцяти томів танкобон. Переклад українською мовою виходить друком у видавництві «MAL'OPUS».
| №  | Японською        | Японською              | Українською     | Українською            |
| №  | Дата виходу      | ISBN                   | Дата виходу     | ISBN                   |
| -- | ---------------- | ---------------------- | --------------- | ---------------------- |
| 1  | 8 серпня 2018    | ISBN 978-4-10-772104-4 | 22 грудня 2022  | ISBN 978-617-7756-64-3 |
| 2  | 7 грудня 2018    | ISBN 978-4-10-772137-2 | 12 квітня 2023  | ISBN 978-617-7756-69-8 |
| 3  | 8 червня 2019    | ISBN 978-4-10-772191-4 | 29 вересня 2023 | ISBN 978-617-7756-70-4 |
| 4  | 9 грудня 2019    | ISBN 978-4-10-772238-6 | 15 лютого 2024  | ISBN 978-617-7756-73-5 |
| 5  | 9 червня 2020    | ISBN 978-4-10-772291-1 | 24 квітня 2024  | ISBN 978-617-8168-02-5 |
| 6  | 9 листопада 2020 | ISBN 978-4-10-772338-3 | 2024            | ISBN 978-617-8168-22-3 |
| 7  | 9 березня 2021   | ISBN 978-4-10-772368-0 | 2025            | ISBN 978-617-8168-45-2 |
| 8  | 9 вересня 2021   | ISBN 978-4-10-772419-9 | —               | —                      |
| 9  | 9 березня 2022   | ISBN 978-4-10-772482-3 | —               | —                      |
| 10 | 7 липня 2022     | ISBN 978-4-10-772516-5 | —               | —                      |
| 11 | 7 січня 2023     | ISBN 978-4-10-772562-2 | —               | —                      |
| 12 | 7 липня 2023     | ISBN 978-4-10-772619-3 | —               | —                      |
| 13 | 8 грудня 2023    | ISBN 978-4-10-772672-8 | —               | —                      |
| 14 | 9 травня 2024    | ISBN 978-4-10-772714-5 | —               | —                      |
| 15 | 8 січня 2025     | ISBN 978-4-10-772788-6 | —               | —                      |

### Телевізійна драма
8 липня 2020 року Nippon TV оголосило, що адаптує «Шлях домогосподаря» у лайв-екшн драму, прем'єра якої відбулася в жовтні 2020 року. У серіалі роль Тацу грає Хіроші Тамакі. Серіал виробляється компанією FINE Entertaiment.

### Аніме
На аніме-фестивалі Netflix 26 жовтня 2020 року було анонсовано ONA-адаптацію «Шлях домогосподаря». Серіал створено J.C.Staff, зрежисовано Чіакі Коном, сценаристом виступив Сусуму Ямакава. Кенджіро Цуда зіграв роль Тацу. Серіал вийшов 8 квітня 2021. 1 січня 2023 року вийшла друга частина.